# Refuges Marco et Rosa
Les refuges Marco et Rosa (Marco e Rosa en italien) sont deux refuges de montagne situés à côté du piz Bernina et du Crast' Agüzza. Le refuge d'été (3 609 m) est gardé de juillet à septembre. Le refuge d'hiver (3 597 m) à cent mètres du second n'est pas gardé. Ils sont situés sur le bord méridional du bastion rocheux du versant sud-ouest de la Spalla del Bernina. Dans ces deux refuges, des matelas sont disponibles, ainsi qu'une cuisinière, des couvertures, du chauffage et du gaz dans le plus récent, celui situé à 3 609 m d'altitude. La voie d'accès la plus fréquentée offre de passer une nuit au refuge Diavolezza puis de traverser la terrasse de Bellavista et le Crast' Agüzza.

## Situation
Le refuge se trouve en territoire italien, en Lombardie, à un kilomètre de la frontière entre l'Italie et la Suisse qui passe par la Punta Perrucchetti. Il se situe sur le col entre le piz Bernina au sud et le Crast' Agüzza au nord. Il s'agit du plus haut refuge de la chaîne de la Bernina.

## Histoire
Le premier bâtiment a été construit en 1913 sur l'initiative de l'alpiniste Alfredo Cours.
En 1964 le Club alpin italien de la Valteline construit un bâtiment plus vaste.
Le refuge actuel est inauguré en 2003, pendant que celui de 1964 fait office de dépôt et d'abri pour l'hiver.

## Caractéristique
Le refuge a une capacité de 48 lits et une surface de 137 mètres carrés.
La vieille cabane a une capacité de 38 places en hiver. Le refuge est ouvert pendant les mois d'avril et mai pour le ski alpinisme et l'été, du 1er juillet au 20 septembre, pour les alpinistes. Le « vieux » refuge est toujours ouvert comme bivouac d'hiver comme d'été. Le propriétaire du refuge est le Club alpin italien de la région de Sondrio.

## Accès
- Du refuge Marinelli Bombardieri ou du refuge Carate Brianza (Italie), la voie passe par le glacier Scerscen puis sur des roches équipées avec des cordes métalliques fixes.
- Du refuge Diavolezza (Suisse) à travers la crête rocheuse de la Fortezzagrat, puis sur la terrasse de la Bellavista (3 600 m) et enfin au col du Crast' Agüzza.
- De la cabane de Tschierva par le glacier Tschierva qui rejoint le col du Crast' Agüzza.

## Ascensions
Par ce refuge on peut atteindre les sommets suivants :
- Piz Bernina - 4 049 m, 2 h ;
- Piz Scerscen - 3 971 m, 2 à 3 h ;
- Piz Roseg - 3 937 m, 6 h ;
- Crast' Agüzza - 3 854 m, 1 h 30 ;
- Piz Argient - 3 945 m, 2 h ;
- Piz Zupò - 3 996 m, 2 h 30 ;
- Piz Palü - 3 905 m, 3 à 4 h.